# Thelymitra mucida
Thelymitra mucida är en orkidéart som beskrevs av Robert Desmond David Fitzgerald. Thelymitra mucida ingår i släktet Thelymitra och familjen orkidéer. Inga underarter finns listade i Catalogue of Life.